# Colobothea viehmanni
Colobothea viehmanni là một loài bọ cánh cứng trong họ Cerambycidae.